# Casa de Cultura (el Masnou)
La Casa de Cultura és un monument del municipi del Masnou protegit com a bé cultural d'interès local. També se l'anomena Casa del Marquès de la Manguera, Casa Sensat-Pagès o Villa Rosa.

## Descripció
Només vinculat a un altre edifici per la banda dreta, cosa que permet veure tres dels seus murs. Està formada per una planta baixa, dos pisos, golfes i terrat. Exteriorment, tot l'interès recau en l'ornamentació, que podria ser considerada completament eclèctica, amb detalls àrabs, com els arcs de ferradura de l'entrada o els arcs lobulats del primer pis, i elements gòtics o medievals com és el cas dels arcs del tercer pis o les petites obertures circulars mostrejades de les golfes.
A l'angle esquerre de la façana destaca la tribuna mirador amb cúpula que fa cantonada, amb els arcs lobulats i la coberta d'escames ceràmiques.
El seu interior és més modernista que eclèctic.

## Història
Els primers propietaris de la casa foren Jaume Sensat i Sanjuan i la seva muller Rosa Pagès i Orta. Jaume Sensat i Sanjuan procedia d'una família marinera i va comandar el seu propi vaixell durant una dècada fins que s'instal·là a Buenos Aires on va fer la seva fortuna com a agent de borsa. A les darreries del segle xix, un cop casat amb Rosa Pagès i Orta, va tornar al Masnou i van comprar i remodelar la casa com casa d'estiueig. La reforma es van encarregar al mestre d'obres Pere Andreu i Cisa. Els elements àrabs van ser proposats pel mateix Jaume Sensat i Sanjuan, que havia viscut dos anys a Egipte.
A començament del segle XX la casa era coneguda com a Villa Rosa, tant pel nom de la propietària com pel color exterior de la casa. L'edifici també era conegut popularment com la casa del Marquès de la Manguera, pel costum de Jaume Sensat i Sanjuan de regar cada dia davant de casa amb una mànega.
L'any 1964 Maria del Carme Planas i Sensat, neboda que heretà la casa a la mort del matrimoni sense descendència, la deixa en testament a l'Ajuntament amb la condició que es destinés a usos culturals. La casa va ser restaurada l'any 1988 per convertir-la en Casa de Cultura. Actualment és un equipament municipal que funciona com a Casa de Cultura amb sales d'exposició i l'Oficina de Turisme.